# Zwierzę heterotermiczne
Zwierzę heterotermiczne, zwierzę różnocieplne – zwierzę zdolne do okresowego obniżania temperatury swojego ciała poprzez znaczne spowolnienie swojego metabolizmu i zapadanie w sen zimowy lub sen letni (a więc przejawiające zarówno cechy stałocieplnych, jak i zmiennocieplnych). Zdolność tę posiadają niektóre ssaki (np. suseł, świstak, niedźwiedź brunatny, jeże, nietoperze) oraz ptaki.